# Mangat
Mangat é uma cidade do Paquistão localizada na província de Punjab.